# Tritarra
La tritarra è una chitarra sperimentale inventata nel 2003 dai matematici Samuel Gaudet e Claude Gauthier dell'Université de Moncton, fa parte della famiglia di strumenti a corda, con la particolarità di utilizzare corde a forma di Y invece delle classiche corde lineari.

## Tipo di suono e reazioni
Le corde a forma di Y possono produrre suoni che sono multipli interi armonici, ma anche suoni non armonici più simili a quelli prodotti dagli strumenti a percussione.
Il modello utilizza 6 corde ed è stato disponibile in commercio per un breve periodo. Gli effetti sonori ottenuti con lo strumento sono simili ai suoni che si possono ottenere con la tecnica di esecuzione del terzo bridge. Quando sono accordate correttamente, le corde a forma di Y creano motivi basati sulle lastre di Chladni.
A seconda di come viene suonata ogni nota, Gaudet spiega che è possibile includere i suoni non armonici, offrendo un suono più ricco di uno strumento a corde classico.
Tuttavia il valore di questa maggiore possibilità è stato messo in dubbio dal fisico e specialista di acustica Bernard Richardson dell'Università di Cardiff, che considera la corda ramificata come un semplice analogo di strutture più complesse che sfruttano gusci curvi come piatti, campane e gong, affermando anche che la tritarra suona male.